# Altro che caffè
Altro che caffè (Family Business) è una serie televisiva francese del 2019 creata e diretta da Igor Gotesman. La prima stagione è stata pubblicata sulla piattaforma di streaming Netflix il 28 giugno 2019. La serie è stata rinnovata per una seconda stagione a luglio 2019, che è stata distribuita l'11 settembre 2020. Nell'ottobre 2020 Netflix ha rinnovato la serie per una terza stagione, che è stata distribuita l'8 ottobre 2021.

## Trama
Joseph è un imprenditore fallito che scopre che la cannabis sta per essere legalizzata in Francia. Decide allora di trasformare la sua macelleria kosher, ereditata dal padre, nel primo coffeeshop di marijuana in Francia.

## Personaggi e interpreti
- Joseph Hazan, interpretato da Jonathan Cohen, doppiato da Gabriele Sabatini.
- Gérard Hazan, interpretato da Gérard Darmon, doppiato da Paolo Buglioni
- Aure Hazan, interpretata da Julia Piaton, doppiata da Perla Liberatori.
- Ali Benkikir, interpretato da Ali Marhyar, doppiato da Paolo Vivio.
- Olivier Pariente, interpretato da Olivier Rosemberg, doppiato da Emiliano Reggente.
- Ludmila "Mammy" Hazan, interpretata da Liliane Rovère.
- Clémentine Cendron, interpretata da Louise Coldefy, doppiata da Gemma Donati
- Aïda Benkikir, interpretata da Lina El Arabi, doppiata da Marta Filippi.
- Jaures, interpretata da Tamar Baruch.
- Enrico Macias, interpretato da se stesso, doppiato da Michele Gammino.
- Élodie, interpretata da  Ariane Mourier, doppiata da Claudia Carlone.
- Youssef Benkikir, interpretato da Oussama Kheddam, doppiato da Francesco De Francesco.
- Catherine, interpretata da Alexandra Vandernoot.

## Episodi
La serie è composta da tre stagioni, la prima pubblicata il 28 giugno 2019, la seconda l'11 settembre 2020 e la terza l'8 ottobre 2021. Tutte composte da sei episodi.
| Stagione         | Episodi | Pubblicazione originale | Pubblicazione Italia |
| ---------------- | ------- | ----------------------- | -------------------- |
| Prima stagione   | 6       | 2019                    | 2019                 |
| Seconda stagione | 6       | 2020                    | 2020                 |
| Terza stagione   | 6       | 2021                    | 2021                 |